# Колонизација Северне Америке
Колонизација Северне Америке је почела крајем 15. века, након истраживања браће Џона и Себастијана Кабота. Европске државе које су оснивале колоније у Северној Америци су биле Енглеска, Холандија, Француска, Русија, Шпанија и Шкотска.
Иако су Нордијци истраживали и колонизовали североисточну Северну Америку око 1000. године нове ере, каснији и познатији талас европске колонизације Америке, догодио се у Америци између 1500. године и 1800. године, током Доба истраживања. Током овог временског периода, неколико европских царстава - првенствено Шпанија, Португал, Британија и Француска - почело је да истражује и полаже право на природне ресурсе и људски капитал Америке, што је резултирало расељавањем и нестајањем неких домородачких народа, те успостављањем неколико насељеничко-колонијалних држава. Неке колоније европских досељеника - укључујући Нови Мексико, Аљаску, прерије/северне Велике равнице и „Северозападне територије“ у Северној Америци; превлака Тевантепек, полуострво Јукатан и Даријенски расцеп у Централној Америци; и северозападни Амазон, централни Анди и Гвајане у Јужној Америци, и даље су релативно рурални, ретко насељени и аутохтони у 21. веку, међутим неколико колонијалних држава досељеника, укључујући Бразил, Колумбију, Мексико, Аргентину и Сједињене Државе прерасле су у насељеничко-колонијална царства. Русија је започела колонизацију северозападног Пацифика, почев од средине осамнаестог века, у потрази за кожама за трговину крзном. Многе друштвене структуре, укључујући религије, политичке границе и лингва франке, које у 21. веку доминирају западном хемисфером су потомци структура које су настале у овом периоду.
Брза стопа раста богатства и моћи Европе била је непредвидива почетком 15. века, јер је била заокупљена унутрашњим ратовима и полако се опорављала од губитка становништва изазваног Црном смрћу. Снажно турско Османско царство је контролисало трговачке путеве према Азији, што је подстакнуло западноевропске монархе да трагају за алтернативама, и то је резултирало путовањима Кристофора Колумба и случајним поновним откривањем „Новог света”.
Потписивањем Тордесиљанског уговора 1494. године, Португалија и Шпанија су се сложиле да поделе Земљу на два дела, при чему је Португалија имала власт над нехришћанским земљама у источној половини, а Шпанија над западном. Шпанска потраживања су суштински укључивала читав амерички континент, међутим, Тордесиласким уговором источни врх Јужне Америке додељен је Португалији, где је успостављен Бразил почетком 1500-их. Град Сент Огастин, на данашњој Флориди, који су основали Шпанци 1565. године, сматра се најстаријем европским насељем у континенталним Сједињеним Државама које континуирано настањују Европљани.

## Откриће Америке
Први Европљани који су стигли до америчког копна су били Викинзи, који су открили североисточне делове континента почетком 10. века. Њихово откриће је заборављено, а Европљани су следеће путовање преко Атлантског океана предузели у 15. веку када је Кристифор Колумбо, ђеновљански морепловац и истраживач у служби Шпаније, стигао до карипских острва. Његова освајања су наставили многи други досељеници у служби Шпаније и других европски држава. Док је Шпанија своја освајања усмерила према Средњој и Јужној Америци, а Португал према простору Јужне Америке који данас чини Бразил, за просторе Северне Америке су се бориле превасходно Енглеска (од 1707. Уједињено Краљевство) и Француска мада су и друге европске државе са мање или више успеха своје колоније на простору Северне Америке. На готово свим просторима наступио је прогон локалног аутохтоног становништва тзв. америчких Индијанаца. Они су убијани и затварани у резервате. Одузимана им је земља и право на кретање. Процене су да их је пре доласка колонизатора било више од 100 милиона. Данас они још увек живе већином у резерватима и изолованим заједница и нема их више од 4 милиона.

## Британска колонизација
Прво стално насеље које су Енглези успоставили у Северној Америци је Џејмстаун 1607. године у данашњој Вирџинији. Убрзо су основана нова насеља као на пример Плимут 1620. године у Масачусетсу који су основали пуританци. Енглеска колонизација у Северној Америци се у 17. веку ограничила на источну обалу данашњег САД са оснивањем 13 колонија, од којих ће све функционисати као самоуправне заједнице са краљевском повељом као темељем правног система, народно представништво, гувернером и колонијалним судством. До краја 17. века, ових 13 колонија ће обухватати простор између Атлантског океана и Апалачких планина.

## Француска колонизација
Француско присуство у Северној Америци почиње од истраживања Жака Картијеа 1535-1536. године. Прво француско насеље у Северној Америци је било Порт ројал 1605. године и Квебек 1608. године, оба у заливу Сент Лоренс. Француска колоније никад нису стекле самоуправу коју су уживале енглеске колоније, њима је директно управљао краљ Француске преко својих гувернера.

## Холандска колонизација
Холанђани су успоставили контролу над територијом данашњег града Њујорка у периоду од 1608.-1624, али је енглеска војска преузела колонију 1664. године, после чега је Нови Амстердам преименован у Њујорк.

## Шпанска колонизација
Шпанија је прва успоставила колонију на територији Северне Америке, оснивањем европских насеља на територији Флориде почев од 1508. године, али је главна пажња Шпаније била усмерена на освајање и колонизацију простора Средње и Јужне Америке.